# تینگلی (آیووا)
تینگلی (به انگلیسی: Tingley) شهری در ایالت آیووا کشور ایالات متحده آمریکا است که جمعیت آن در سرشماری سال ۲۰۱۰ میلادی، ۱۸۴ نفر بوده‌است.